# Wasserbillig
Wasserbillig (en luxemburguès: Waasserbëlleg; en alemany:  Wasserbillig) és una vila de la comuna de Mertert, situada al districte de Grevenmacher del cantó de Grevenmacher. Està a uns 29 km de distància de la ciutat de Luxemburg.

## Geografia
Està situada en la confluència dels rius Mosel·la i Sauer, que formen el límit amb Alemanya en la ciutat. Wasserbillig és l'assentament més baix a Luxemburg, a 132 msnm.

## Personatges notables
- Jacques Santer